# Frihetsmonumentet, Riga
Frihetsmonumentet (lettiska Brīvības piemineklis) är ett minnesmärke beläget i Riga i Lettland som ärar soldater som dödades under lettländska oberoendekriget (1918–20). Monumentet anses vara en viktig symbol för Lettlands frihet, nationell enighet, oberoende och självständighet. Avtäckt 1935 står det 42 meter höga monumentet av granit, travertin och koppar som en samlingspunkt för offentliga församlingar och ceremonier. Den röda graniten härstammar från Finland och levererades av Finska Stenindustri Ab.